# West Baden Springs
West Baden Springs è una città nella contea di Orange dell'Indiana, negli Stati Uniti. Conta una popolazione di appena 574 abitanti secondo il censimento del 2010.